# Коленхим
Коленхим је просто механичко биљно ткиво, које се налази најчешће у младим органима. Састоји се од живих ћелија чији су ћелијски зидови неравномерно секундарно задебљали. Задебљали зидови осигуравају механичку потпору другим ткивима. Ћелије коленхима су често сакупљене у траке или цилиндре, који се налазе уз камбијум или епидермис.
У зависности од положаја задебљања зида, коленхим се дели на:
- угаони коленхим,
- тангенцијални (плочасти) коленхим,
- лакунарни коленхим.